# Funaria convoluta
Funaria convoluta är en bladmossart som beskrevs av Georg Ernst Ludwig Hampe 1860. Funaria convoluta ingår i släktet spåmossor, och familjen Funariaceae. Inga underarter finns listade i Catalogue of Life.